# Гьон Зенебиши
Гьон Зенебиши или Гин Зеневиси (алб. Gjin Zenebishi, ум. 1418) — албанский правитель княжества Гирокастра (в районе современных областей Теспротия и Дельвина).

## Биография
Представитель рода Зенебиши из районе Загорья, между Пермети и Гирокастрой.
В 1380 году Гьон Зенебиши был назначен (кем ?) севастократором и префектом области Теспротия (бывший район Чамерия). Он также был правителем замков Пирго и Сайяда. После победы турок-османов в битве при Савре в 1385 году Гьон Зенебиши признал себя вассалом османского султана Мурада I и отправил к нему своего сына в качестве заложника в Эдирне. Это сын позднее стал известен как Хамза-бей, османский военачальник, который в 1460 году был назначен санджакбеем санджака Мистра. Вскоре после этого Гьон Зенебиши поднял восстание и захватил крепость Гирокастру.
Гьон Зенебиши был женат на дочери Гина Буа Шпата, деспота Арты. В 1399 году Исав де Буондельмонти, царь Эпира (1385—1411), другой зять Гина Буа Шпаты, при поддержке некоторых албанских князей выступил против Гьона Зенебиши. Войско Исава было разгромлено, а сам он взят в плен. Гьон Зенебиши подчинил своей власти большую часть владения Исава в Эпире. Соседние феодалы смогли освободить Исава при поддержке Венецианской республики. В 1400 году Исав был освобожден из плена и вернулся в Эпир. В 1414 году Гьон Зенебиши потерпел поражение от турок-османов и бежал на остров Корфу, принадлежавший венецианцам, где скончался в 1418 году.
В том же 1418 году турки после длительной осады взяли замок Гирокастра. Депа Зенебиши, сын и преемник Гьона, бежал на Корфу. Он вновь высадился на материке и осадил Гирокастру в 1434 году, но погиб в бою с турецкой армией в 1435 году.

## Потомки
Представители рода Зенебиши продолжали проживать в горах Загорья (Албания). В 1455 году некто Симон Зенебиши, который был правителем Кастровиллари (Кастро и Виварит в окрестностях Бутринти) действовал при дворе короля Неаполя и Арагона от имени Скандербега для того, чтобы получить поддержку Неаполитанского королевства при возвращения своих владений в Албании. В 1455 году Венеция, которая была в силах оказать ему помощь, напомнила Симону Зенебиши о его клятве на верность республике, но он не смог изменить свою политическую ориентацию. Сын Симона Зенебиши находился в качестве заложника при дворе османского султана и в правление Мехмеда Фатиха бежал в Неаполь, где принял крещение от короля Альфонсо и стал его вассалом. Судьба этого Альфонсо Зенебиши была тесно связана со Скандербегом.

## Жена и дети
Гьон Зенебиши был женат на дочери Гина Буа Шпаты. У них было четверо детей:
- Анна «Курианна» Зенебиши, стала женой Андреа III Mузаки (уп. в 1419)
- Мария Зенебиши, муж — Перотто д’Альтавилла (ум. 1445), барон Корфу
- Депе Зенебиши (ум. 1435), номинальный правитель Гирокастры (1418—1434)
  - Симон, правитель замком Стровило (1443—1461), низложен турками
    - Альфонсо (уп. в 1456)
    - Алессандро-Лека, правитель замка Стровило (с 1473)
    - Филиппо, правитель замка Стровило вместе с братом
- Хамза Зенебиши, в 1460 году был назначен санджакбеем Мистры.